# Banca dei semi

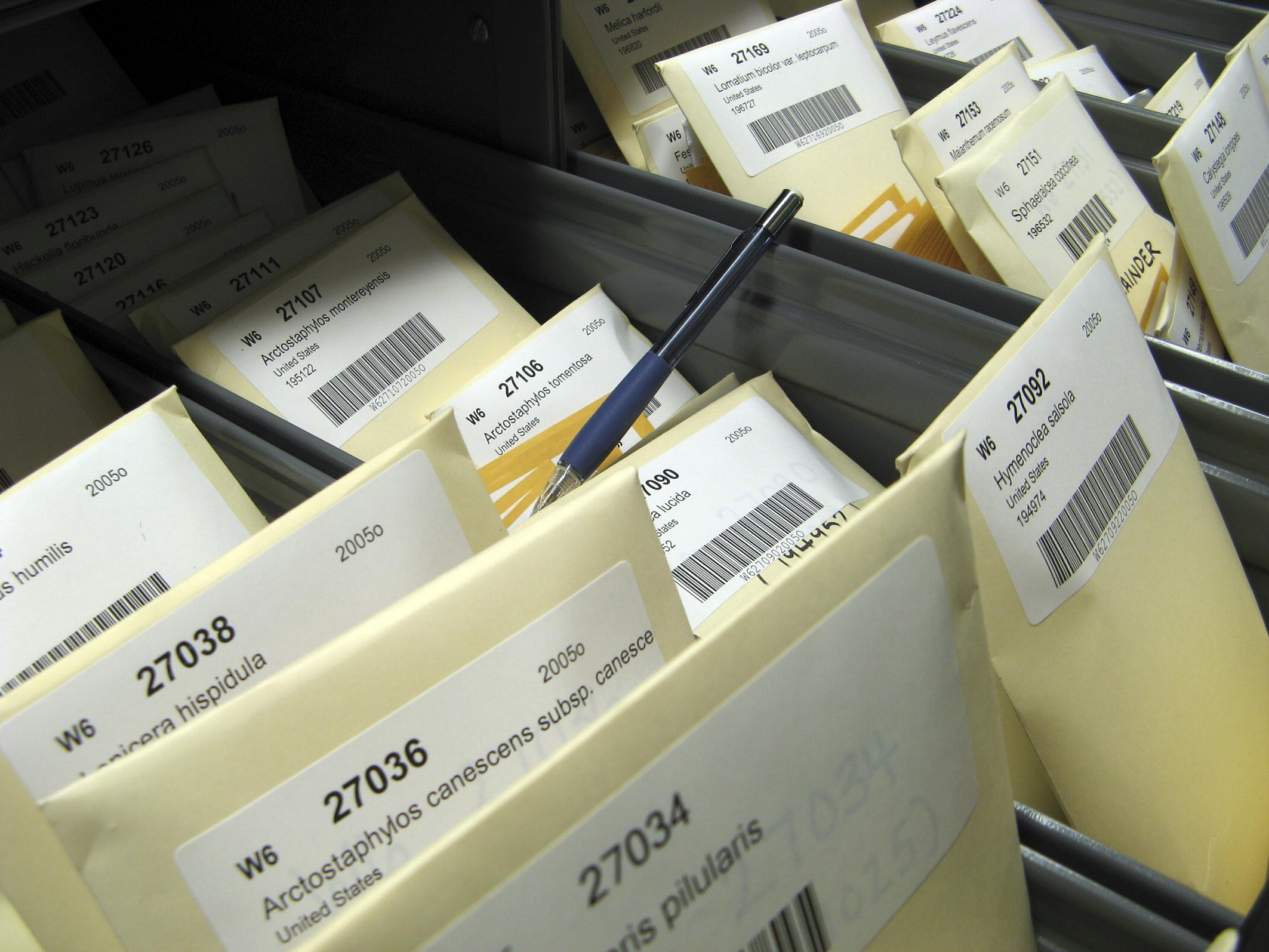
Banca dei semi della Western Regional Plant Introduction Station (WRPIS) di Pullman

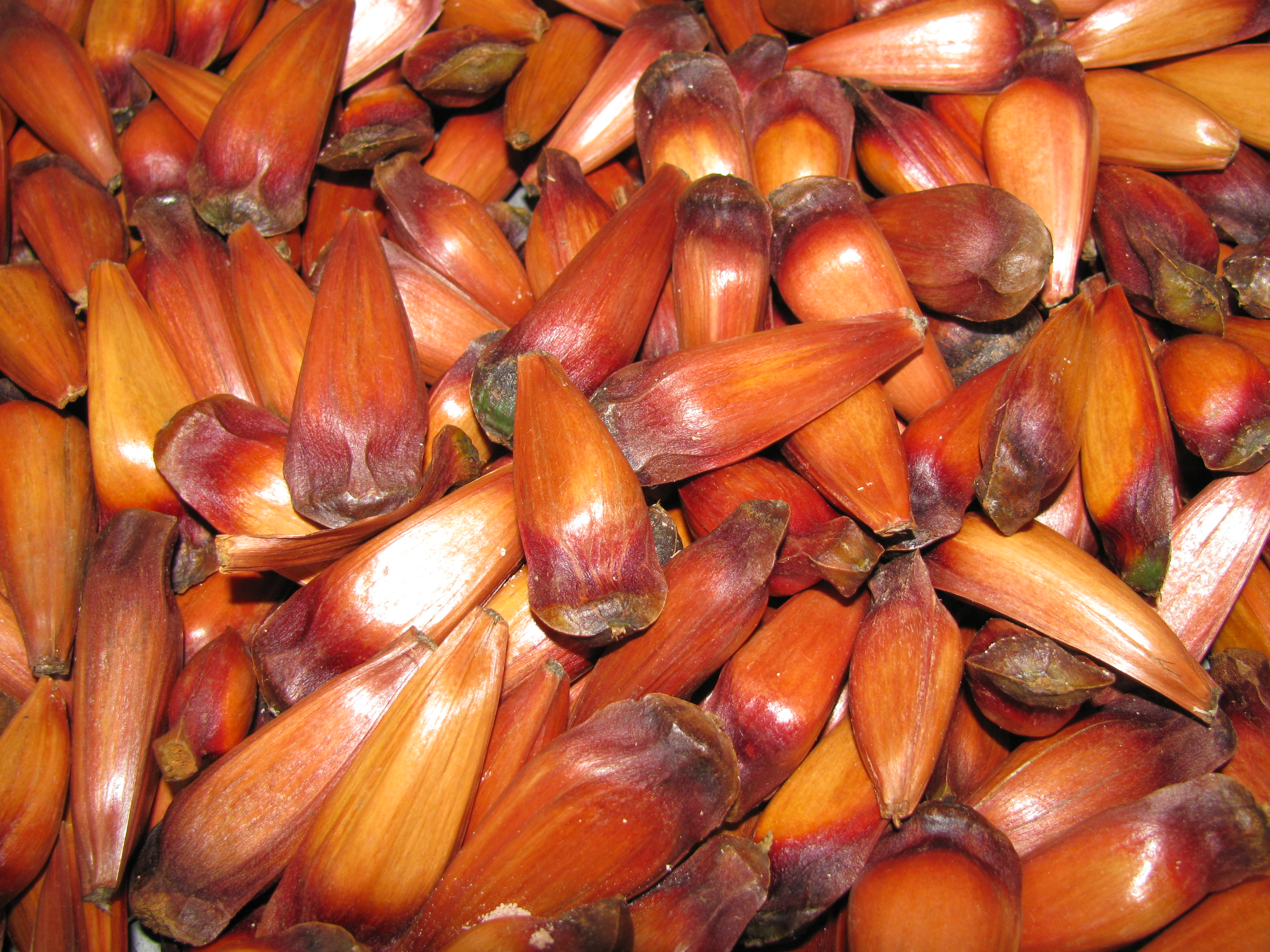
Semi di Araucaria angustifolia

La banca dei semi, sinonimo di banca del germoplasma, in mancanza di una definizione ufficiale si definisce come un deposito o una raccolta ex situ di semi, la quale ha come scopo la preservazione della varietà biologica e la sicurezza alimentare, tramite lo stoccaggio di un'adeguata quantità di specie alimentari, pronte alla semina nell'eventualità di una catastrofe biologica che comporti la distruzione delle scorte di semi alimentari attualmente obbligatorie in alcuni Stati. La banca dei semi è un particolare tipo di banca genetica o banca dei geni.
Nel senso comune il termine indica un'associazione o ente che agisce tramite lo scambio di sementi con altre banche dei semi, ossia altri enti, e a volte partecipa a progetti che vanno a selezionare e salvaguardare le specie in situ. Questa definizione copre solo una parte delle attività delle banche dei semi, seppure siano attività importanti per molte banche e talvolta queste siano attività primarie, come per esempio nei casi di banche italiane legate a istituzioni storiche come orti botanici e università o come nei casi delle associazioni del terzo settore.

## Le banche dei semi nel mondo
La prima banca dei semi mondiale moderna scientifica fu fondata dal botanico russo Nikolaj Ivanovič Vavilov nell'Istituto di botanica applicata di Leningrado.
Per raggiungere il 2010, che è stato l'Anno internazionale per la biodiversità, sono nate numerose banche del germoplasma, volte alla conservazione di materiale biologico in base a criteri di endemicità, rarità e vulnerabilità. Non tutte hanno una preferenza per la conservazione dei semi di specie a uso alimentare.
La FAO è stata in prima linea per la costituzione di molte banche dei semi, con le quali coopera. In generale le banche del germoplasma sono state istituite soprattutto in paesi anglosassoni con una preferenza per i paesi industrializzati.
Attualmente, al mondo esistono alcune centinaia di banche dei semi: secondo gli studi del prof. Gianluigi Bacchetta, direttore del Centro Conservazione Biodiversità e presidente della sezione sarda della Società Botanica Italiana, nel 2008 nel mondo le banche erano circa 1 300, in particolare nel 2006 in Europa le banche del germoplasma erano 150, di cui un'ottantina nel Nord Europa, una settantina nell'Europa mediterranea con una concentrazione particolare in Italia, Francia, Grecia e Spagna.
Più recentemente, Seed Magazine segnala 1 400 banche dei geni.
Molte di queste hanno carattere commerciale, altre invece non perseguono scopi di lucro. Alcune banche lavorano sull'ibridazione e sulla selezione genetica. Molte archiviano le informazioni sulle specie conservate in database consultabili che integrano gli Index Seminum cartacei.
Per le raccolte di mais è importante il Centro internacional de mejoramiento de maiz y trigo (cimmyt) a Città del Messico con 24000 campioni.

### Millennium Seed Bank
Tra le banche dei semi senza scopi di lucro ricordiamo la Millennium Seed Bank, nata da un progetto dei Kew Gardens, e che attualmente è considerata la più grande raccolta di semi ex situ del mondo.

### Svalbard Global Seed Vault

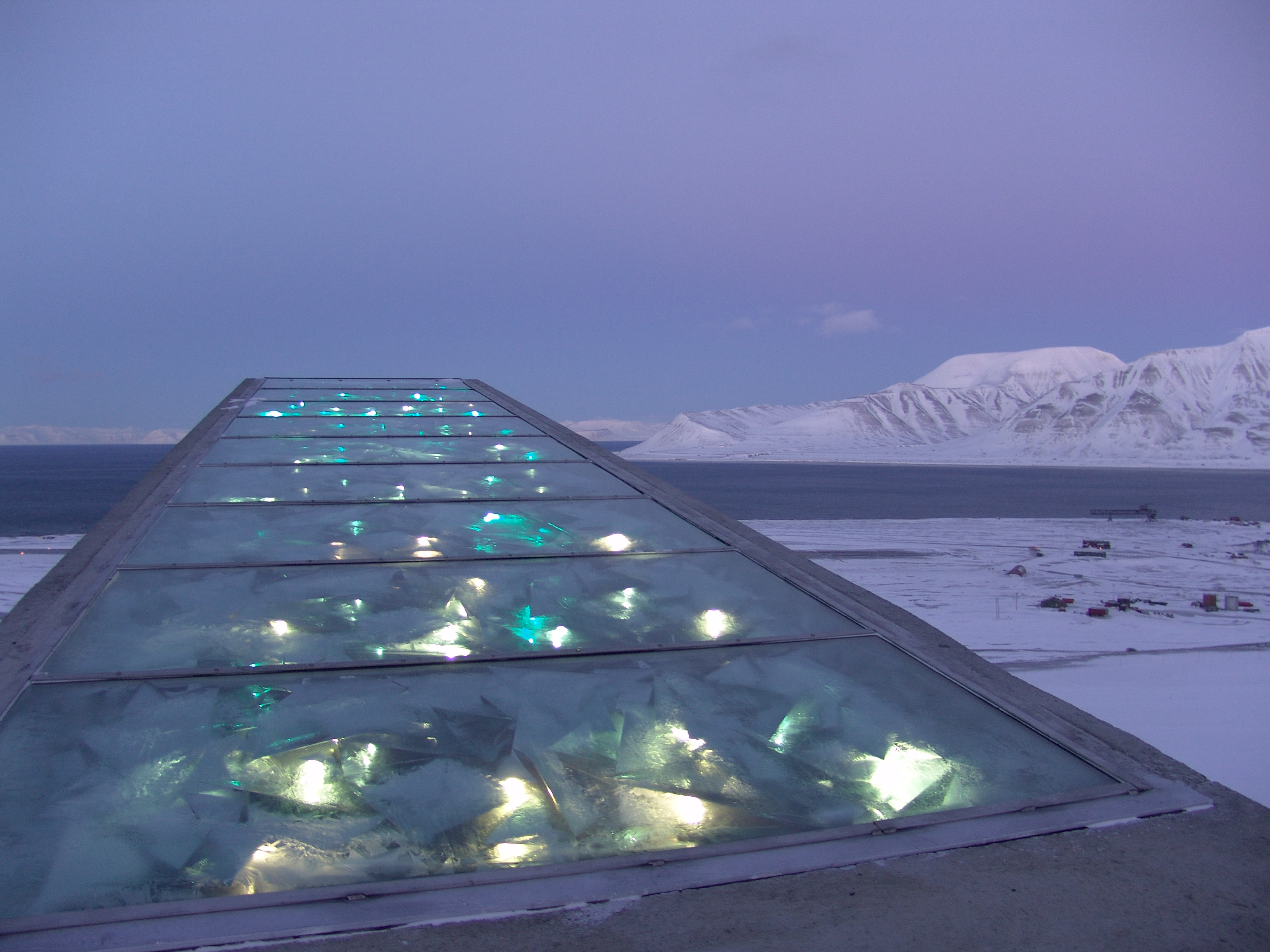
Una prospettiva dello Svalbard Global Seed Vault, Autrice: Mari Tefre

Lo Svalbard Global Seed Vault è una banca dei semi nelle isole Svalbard, nata da un progetto del Fondo mondiale per la diversità delle colture (Global Crop Diversity Trust) finanziato dal governo norvegese. La costruzione della cripta in cui verranno conservati i semi per migliaia di anni sotto un consistente strato di permafrost è iniziata nel 2006, e il  Deposito sotterraneo globale dei semi è stato ufficialmente inaugurato nel 2008. Alla cerimonia hanno partecipato i rappresentanti dei governi di Norvegia, Svezia, Finlandia, Danimarca e Islanda, e la keniota premio Nobel per la pace Wangari Maathai.
Nel 2008 la RAI ha dedicato una puntata del programma Buongiorno Europa al Svalbard Global Seed Vault mostrando, in un servizio della giornalista Michela Garbin, gli interni della cripta originale.

## Le banche dei semi in Italia
In Italia, come nel resto del mondo, le banche dei semi sono di recente istituzione. Nel 2005 nasce una associazione scientifica, denominata Rete Italiana Banche del germoplasma per la conservazione Ex situ della flora spontanea italiana (RIBES), che mette in rete 18 banche del germoplasma italiane. I soci di RIBES sono università, musei, parchi regionali e nazionali che collaborano per un'efficace conservazione ex situ della diversità vegetale spontanea in Italia, fondata su solide basi scientifiche.
La composizione dell'associazione è cambiata negli anni e ad oggi i partner della RIBES sono:
- Banca del germoplasma della Valle d'Aosta (socio dal 2017)
- Banca del germoplasma delle Alpi sudoccidentali, Parchi e riserve naturali cuneesi (B. Gallino) (socio fondatore)
- Lombardy Seed Bank, CFA-Centro Flora Autoctona della Regione Lombardia (G. Rossi), dal 2005,[17]: la Banca del germoplasma della Regione Lombardia si trova nel Centro Flora Autoctona all'interno del Parco del Monte Barro[18] (socio fondatore)
- Trentino Seed Bank, Museo delle Scienze (C. Bonomi) (socio fondatore)
- Banca del germoplasma dell'Orto botanico di Padova, Università di Padova (M. Villani) (socio fondatore)
- Banca del germoplasma autoctono vegetale, Università di Udine (V. Casolo) (socio dal 2020)
- Laboratorio per la conservazione della diversità vegetale ligure, Giardini botanici Hanbury - Università di Genova (M. Mariotti) (socio fondatore)
- Banca del germoplasma dell'Orto botanico di Pisa, Università di Pisa (G. Bedini), una delle più importanti banche dei semi d'Italia (socio fondatore)[19]
- Banche del germoplasma livornesi, Provincia di Livorno (A. Borzatti) (socio fondatore)
- Banca del germoplasma per la conservazione delle specie anfiadriatiche, Università politecnica delle Marche (S. Casavecchia) (socio fondatore)
- Banca del germoplasma dell'Università di Perugia (socio dal 2012)
- Banca del germoplasma della Tuscia, Università della Tuscia (S. Magrini) (socio fondatore)
- Banca del germoplasma di Roma, Sapienza Università di Roma (F. Attorre) (socio fondatore)
- Banca del germoplasma della Majella, Parco Nazionale della Maiella (L. Di Martino) (socio fondatore)
- Banca del germoplasma della Sardegna, Università di Cagliari (G. Bacchetta) (socio fondatore)
- Banca del germoplasma dell'Orto botanico di Palermo, Università di Palermo (C. Salmeri), dal 1993 (socio fondatore)[20]
- Banca del germoplasma dell'Orto botanico di Catania, Università di Catania (A. Cristaudo) (socio fondatore)
- Banca vivente del Germoplasma vegetale dei Nebrodi (I. Digangi) (socio dal 2020)

Tra i soci fondatori di RIBES vi è stata la BANCA DI GERMOPLASMA DEL MEDITERRANEO ONLUS, tra le prime banche dei semi sorte in Italia, oggi con sede a Monreale (PA), diretta dal biologo Ignazio Li Vigni. Questa struttura privata, inserita nel registro italiano delle organizzazioni non lucrative di utilità sociale, è stata istituita nel 1997 con un finanziamento pubblico dall'allora Provincia Regionale di Palermo. Attualmente gestisce un patrimonio floristico, crioconservato sotto forma di semi, di circa 1000 specie spontanee della flora Mediterranea mondiale.
https://www.reteribes.it/scaricatore.asp?c=6eprns5vr8hsps05sv980fdnf
La rete RIBES è membro di altre associazioni scientifiche a livello internazionale:
- ENSCONET - European Native Seed COnservation NETwork
- GENMEDA - Network of Mediterranean Plant Conservation Centres

Altre banche dei semi in Italia conservano semi di specie o varietà locali di interesse agronomico, medicinale o culturale:
- nel 2006 nasce la Banca dei semi di Pietracuta gestita da Civiltà Contadina la quale cerca di coordinarsi con i seed savers italiani[21]
- all'interno del progetto Orti delle erbe spontanee della Accademia delle Erbe Spontanee del Lazio è inclusa una Banca dei semi[22]
- dal 2007 è operativa la Banca dei Semi dell'Associazione Eta Beta Onlus che affianca all'attività di conservazione ex-situ, la promozione e la diffusione di germoplasma di specie vegetali di cui è attestato un uso culturale (alimentare, artigianale, medicinale, industriale, ecc.). Dispone di un centro di conservazione, di una masseria e terreni per la rigenerazione del materiale presente in banca, di un'area attrezzata per attività didattiche e di studio e di una estesa rete di corrispondenti.[23]
- nel 2013 nasce la Banca dei semi salentina[24], con sede a Giuggianello in provincia di Lecce in Puglia. Ha l'obiettivo primario di reperire i semi tradizionali tramite una rete diffusa di coltivatori e di seed savers, inclusi Istituti Agrari e Orti Urbani della provincia di Lecce, i quali conservano e/o coltivano varietà locali e che scambiano liberamente i semi in loro possesso, strategia antichissima per la conservazione e la diffusione della biodiversità in Puglia. La banca dei semi salentina, valorizza le semenze tradizionali tramite la “Caratterizzazione partecipata”, che inserisce le varietà locali nel registro dei prodotti tradizionali di Puglia, in maniera pubblica e partecipativa, inoltre coordina workshops, eventi pubblici, attività nelle scuole, seminari e molto altro ancora nell'ambito della comunicazione ed educazione ambientale in Puglia.
- L'Ente Nazionale Risi gestisce una banca dei semi di riso con più di 1500 campioni tramite il suo Centro Ricerche a Castello d'Agogna[25]

## Lista di associazioni ed enti internazionali che si occupano di semi
Associazioni, enti e organizzazioni che si occupano professionalmente di semi e delle tematiche relative:
- African Seed Trade Association (AFSTA)[26]
- American Seed Trade Association (ASTA)[27]
- Asia and Pacific Seed Association (APSA)[28]
- Association of American Seed Control Officials (AASCO)[29]
- Association of Official Seed Analysts (AOSA)[30]
- Association of Official Seed Certifying Agencies (AOSCA)[31]
- Commercial Seed Analysts Association of Canada Inc. (CSAAC)[32]
- Eastern European Seed Network  (EESNET)[33]
- Commissione europea (CE)[34]
- European Seed Association (ESA)[35]
- Federación LatinoAmericana de Asociasiones de Semillistas (FELAS)[36]
- International Center for Agricultural Research in the Dry Areas  (ICARDA)[37]
- International Laboratory Accreditation Cooperation (ILAC)[38]
- International Organization for Standardization (ISO)[39]
- International Seed Federation (ISF)[40]
- International Society for Seed Science (ISSS)[41]
- International Society of Seed Technologists (ISST)[42]
- International Seed Testing Association (ISTA)[43]
- The International Society of Seed Technologists (ISST)
- Seed Association of the Americas (SAA)[44]
- Southern African Development Community - Seed Security Network (SADC)[45]
- United Nations Food and Agriculture Organization (FAO)[46]
- West Africa Seed Alliance (WASA)
- West Africa Seed and Planting Material Network (WASNET)[47]
- National Association of State Departments of Agriculture (NASDA)[48]
- Organization for Economic Co-operation and Development (OECD)[49]
- Society of Commercial Seed Technologists (SCST)[50]
- International Union for the Protection of New Varieties of Plants (UPOV)[51]
- World Trade Organization (WTO)[52]